# Jackie Earle Haley
Jackie Earle Haley (Northridge (un barri de Los Angeles), Califòrnia, Estats Units, 14 de juliol de 1961) és un actor estatunidenc.

## Biografia
Nascut a Califòrnia, Jackie Earle Haley comença no obstant això la seva carrera cinematogràfica sota la direcció d'un francès, Jacques Deray, a Un home ha mort l'any 1972, al costat de Jean-Louis Trintignant i Roy Scheider. Enllaça a continuació breus aparicions a sèries de televisió com Shazam! o El Planeta dels simis. Durant la resta dels anys 1970, Jackie Earle Haley serà a continuació Kelly Leak a la trilogia The Bad News Bear i té segons papers als films El dia de la llagosta (The Day of the Locust) de John Schlesinger l'any 1975 i Primera volada (Breaking Away) de Peter Yates l'any 1979.
Després haver donat la rèplica a Tom Cruise a Losin' It, la seva carrera d'actor té un cert alentiment i Haley es troba en films de sèrie B i interpreta papers efímers a les sèries MacGyver o Renegade. Després de dotze anys de carrera al ralentí, Jackie Earle Haley reapareix a gran pantalla l'any 2006 a All the King’s Men de Steven Zaillian i a Little Children, on la seva interpretació del pedòfil en reinserció li valdrà una nominació a l'Oscar al millor actor secundari l'any 2007. Amb aquesta recuperació de notorietat, acumula els rodatges, començant pels de Fragments i de Semi-pro.
L'any 2009, torna al primer pla amb, primerament, el paper saludat per molts crítics de Walter Kovacs, alias Rorschach dels Watchmen de Zack Snyder, a continuació és George Noyce a Shutter Island de Martin Scorsese.
Destacar que és l'últim Freddy Krueger al remake de les Urpes de la nit estrenat l'any 2010, succeint així a Robert Englund en el paper.

## Filmografia

### Cinema
- 1972: Un home ha mort de Jacques Deray: Eric
- 1975: El dia de la llagosta (The Day of the Locust) de John Schlesinger: Adora
- 1976: The Bad News Bears de Michael Ritchie: Kelly Leak
- 1977: The Bad News Bears in Breaking Training de Michael Pressman: Kelly Leak
- 1977: Damnation Alley: Billy
- 1978: The Bad News Bears Go to Japan de John Berry: Kelly Leak
- 1979: Primera volada (Breaking Away) de Peter Yates: Moocher
- 1983: Losin' It de Curtis Hanson: Dave
- 1985: The Zoo Banda de Pen Densham i John Watson: Little Joe
- 1991: Dollman d'Albert Pyun: Braxton Red
- 1993: Nemesis d'Albert Pyun: Einstein
- 1993: Maniac Cop 3: Badge of Silence de William Lustig i Joel Soisson: Frank Jessup
- 2006: Jocs secrets (Little Children) de Todd Field: Ronald James McGorvey
- 2006: All the King’s Men: Sugar Boy
- 2008: Semi-pro: Dukes
- 2008: Fragments (Winged Creatures): Bob Jaspersen
- 2009: Watchmen: Els Guardians de Zack Snyder: Rorschach
- 2010: Shutter Island de Martin Scorsese: George Noyce
- 2010: Louis: jutge Perry
- 2010: A Nightmare on Elm Street[7] de Samuel Bayer: Freddy Krueger
- 2011: Bolden!: jutge Perry
- 2012: Lincoln: Alexander Stephens
- 2012: Ombres tenebroses  (Dark Shadows): Willie Loomis
- 2013: Parkland: Pare Oscar Huber
- 2014: RoboCop: Rick Mattox
- 2015: Criminal Activities: Gerry
- 2016: London Has Fallen de Babak Najafi: el comissari Mason
- 2016: The Birth of a Nation de Nate Parker:
- 2017: La torre ombrívola: Sayre
- 2018: Alita: Battle Angel de Robert Rodriguez

### Televisió
- 1972: Wait Till Your Father Gets Home (sèrie de televisió): Jamie Boyle (Veu)
- 1973: The Partridge Family (sèrie de televisió): Rusty
- 1973: Marcus Welby M.D. (sèrie de televisió): Tony
- 1974: Planet of the Apes (sèrie de televisió): Kraik
- 1974: Shazam! (sèrie de televisió): Norm Briggs
- 1974: Valley of the Dinosaurs (sèrie de televisió): Greg Butler (Veu)
- 1975: The Waltons (sèrie de televisió): Tom
- 1979: The Love Boat (sèrie de televisió) Un adolescent
- 1980 - 1981: Breaking Away (sèrie de televisió): Moocher
- 1981: Every Stray Dog and Kid (Telefilm)
- 1983: Miss Lonelyhearts (Telefilm): Seventeen-and-Desperate
- 1985: MacGyver (sèrie de televisió): Turk
- 1986: Arabesque (Murder She Wrote) (sèrie de televisió): Billy Willetts
- 1990: Gravedale High (sèrie de televisió): Gill Waterman (Veu)
- 1991: Get a Life (sèrie de televisió): Cosí Donald
- 1992: Renegade (sèrie de televisió): Estic
- 1993: Prophet of Evil: The Ervil (Telefilm)
- 2010 - 2011: Human Target (sèrie de televisió): Guerrero
- 2016: Preacher: Odin Quinncannon
- 2017: The Tick: El Terror
- 2017: The Dark Tower: Sayre

## Nominacions
- 2010: Teen Choice Awards: Premi al Millor Actor en un Film de terror/Thriller per A Nightmare on Elm Street.